# Jonie
Jonie (biał. Ёні; ros. Ёни) – chutor na Białorusi, w obwodzie grodzieńskim, w rejonie werenowskim, w sielsowiecie Podhorodno.
Dawniej wieś. W dwudziestoleciu międzywojennym leżały w Polsce, w województwie nowogródzkim, w powiecie lidzkim, w gminach Aleksandrowo (do 1925), Mackiszki (1925 - 1929) oraz Werenowo (od 1929). Po II wojnie światowej w granicach Związku Sowieckiego. Od 1991 w niepodległej Białorusi.